# Liechtenstein na Letnich Igrzyskach Olimpijskich Młodzieży 2010
Liechtenstein na Letnich Igrzyskach Olimpijskich Młodzieży 2010 w Singapurze reprezentowało 3 sportowców w 2 dyscyplinach.

## Skład kadry

### Judo
- Patrick Marxer

### Pływanie
- Julia Hassler
- Simon Beck